# Керзон, Фредерик, 7-й граф Хау
Фредерик Ричард Пенн Керзон, 7-й граф Хау (англ. Frederick Richard Penn Curzon, 7th Earl Howe; род. 29 января 1951) — британский дворянин и консервативный член Палаты лордов. Он является заместителем лидера Палаты лордов и бывшим государственным министром обороны. Лорд Хау является самым длинным постоянно выступающим консервативным фронтменом, занимая роль передней скамейки в некотором качестве с 1991 года.

## Происхождение и образование
Родился 29 января 1951 года. Единственный сын коммандера Королевского флота и киноактера Джорджа Керзона (1898—1976), и его жены Джейн Виктории Фергюссон (? — 1997). Внук достопочтенного Фредерика Грэма Керзона (1868—1920) и правнук Ричарда Керзона-Хау, 3-го графа Хау (1822—1900).
Он получил образование в King’s Mead School, Сифорд, школе Рагби и Крайст-черче, Оксфорд, который окончил в 1973 году по специальности «Модники и великие» и, согласно его записи «Кто есть кто», получил премию канцлера за латинский стих.

## Деловая и политическая карьера
После окончания университета в 1973 году лорд Керзон присоединился к Barclays Bank и занимал ряд руководящих и руководящих должностей в Лондоне и других графствах. Сменив своего троюродного брата на посту 7-го графа Хоу в 1984 году, он оставил банковское дело, чтобы сосредоточиться на парламентской деятельности и управлении семейной фермой (Seagraves Farm Co Ltd) и поместьем в Пенне в южном Бакингемшире. В 1991 году Хау стал лордом в ожидании (правительственный хлыст в Палате лордов) с обязанностями, последовательно, для транспорта, занятости, обороны и окружающей среды. После парламентских выборов 1992 года он был назначен парламентским секретарем в Министерстве сельского хозяйства, рыболовства и продовольствия, а в 1995 году парламентским заместителем государственного секретаря в Министерстве обороны, от должности которого он отказался на парламентских выборах 1997 года.
Хау был представителем оппозиции по вопросам здравоохранения и социальных служб в Палате лордов с 1997 по 2010 год. Хоу был уникален тем, что был единственным членом консервативной партии, который затенял один и тот же портфель на протяжении тринадцати лет оппозиции. После принятия Акта о Палате лордов 1999 года наследственные пэры не имеют автоматического права заседать в Палате лордов. Однако Закон предусматривает, что 92 наследственных пэра останутся, и представители от каждой фракции в Палате избираются по постоянным порядкам из дома. На выборах 1999 года лорд Хау был шестым по популярности консервативным пэром (консерваторы на сегодняшний день являются крупнейшей партийной группировкой наследственных пэров). Помимо своих обязанностей на фронте, его особые интересы включают уголовные дела и сельское хозяйство. Он является членом всепартийных групп по уголовным делам, расследованию злоупотреблений, фармацевтике, усыновлению, психическому здоровью и эпилепсии.
С тех пор как лорд Стратклайд ушел со скамейки запасных в январе 2013 года, Хоу был наименее недавно назначенным фронтменом (выбран в 1991 году).
Граф Хау был назначен рыцарем Большого креста ордена Британской империи (GBE) в честь дня рождения 2021 года за политическую и парламентскую службу.

## Другие государственные назначения
В 1999 году граф Хау был назначен неисполнительным председателем Лондонской и провинциальной ассоциации антикваров (LAPADA), крупнейшей в стране торговой ассоциации по торговле изобразительным искусством и антиквариатом.
Участвуя во многих благотворительных обязательствах, граф Хау занимал следующие посты:
- Президент общества Аббейфилд Биконсфилд
- Покровитель общества Чилтерна[6];
- Покровитель дизайна и производства для инвалидов (СПРОС)
- Наследственный губернатор Военно-морского фонда короля Вильгельма IV.
- Попечитель коттеджа Мильтона
- Президент Общества эпилепсии, ранее Национального общества эпилепсии, в течение 25 лет, пока его жена графиня Хау не стала президентом в сентябре 2010[7][8][9].
- Попечитель RAFT (Восстановление внешнего вида и функционального доверия);
- Член Комитета по управлению РНЛИ;
- Попечитель гимназии сэра Уильяма Борлаза в Марлоу, Бакингемшир;
- Президент Ассоциации инвалидов Южного Бакингемшира;
- Почетный казначей Трезубца
- Попечитель Penn Street Village Hall
- Вице-президент крикетного клуба «Узловато-зеленый»

## Личная жизнь
26 марта 1983 года лорд Хау женился на Элизабет Хелен Стюарт (род. 12 ноября 1955), старшей дочери капитана Берли Эдварда Сент-Лоуренса Стюарта (1920—2004) и Джоан Элизабет Платтс (? — 2001). У них четверо детей:
- Леди Анна Элизабет Керзон (род. 19 января 1987), изучавшая музыку в Ноттингемском университете
- Леди Флора Грейс Керзон (род. 12 июня 1989)
- Леди Люсинда Роуз Керзон (род. 12 октября 1991)
- Томас Эдвард Пенн Керзон, виконт Керзон (род. 22 октября 1994)

Графиня Хау активно участвует в общине Бакингемшир, занимая должность заместителя лорда-лейтенанта с 1995 года, прежде чем стать лордом-лейтенантом в 2020 году. Семья живет в Пенн-хаусе в Пенне, Бакингемшир, резиденция графов Хау.